# 18 (szám)
A 18 (tizennyolc) (római számmal: XVIII) a 17 és 19 között található természetes szám.

## A matematikában
A tízes számrendszerbeli 18-as a kettes számrendszerben 10010, a nyolcas számrendszerben 22, a tizenhatos számrendszerben 12 alakban írható fel.
A 18 páros szám, összetett szám. Kanonikus alakban a 2 · 32 szorzattal, normálalakban az 1,8 · 101 szorzattal írható fel. Hat osztója van a természetes számok halmazán, ezek növekvő sorrendben: 1, 2, 3, 6, 9 és 18.
Osztóinak egy része kiadja összegként a 18-at, ezért áltökéletes szám.
Ritkán tóciens szám.
Hétszögszám. Ötszögalapú piramisszám. A hatodik Lucas-szám.
Egyetlen szám valódiosztóösszeg-függvényeként szerepel, a 289 négyzetszáméban.
Tízes számrendszerben Harshad-szám.

## A zsidó kultúrában

Chai/hét-jod/18

A zsidó kultúrában kitüntetett pozitív jelentősége van a 18-as számnak (hasonlóan ahhoz, ahogy a keresztény kultúrában kitüntetett pozitív jelentősége van a 12-es számnak, vagy kitüntetett negatív jelentősége van a 13-nak). Ennek az a magyarázata, hogy a héber alfabetikus számírásrendszerben a 18-as szám leírására a חי (hét-jod) karakterkombinációt alkalmazzák, ez pedig kiolvasva a chai  ('élet') szót adja ki. Így a 18-as szám az élet szimbóluma a zsidó kultúrában. Innen alakult aztán ki az a szokás, hogy a zsidó kultúrkörben a pénzadományok összege a 18 többszöröse, de ezzel függ össze az is, hogy a zsidó hagyományban szereplő lámed-váv cádikim egy harminchat (kétszer tizennyolc) emberből álló csoport.

## A tudományban
- A periódusos rendszer 18. eleme az argon.

## A szám az irodalomban
Csorba Győző egyik versének címe: 18 + 55.

## Érdekességek
- Neonáci körökben is használatos, mert az angol ábécé 1. betűje az A 8. pedig a H. AH Adolf Hitler monogramja. Egy neonáci szervezet Combat 18 nevében is benne van.
- A heavy metal zenéhez kapcsolódó ördögvilla értéke is 18, ha az ujjakat a kettes számrendszer helyi értékeként kezeljük.